# Ferdinand Marie Baccilieri
Ferdinand Marie Baccilieri (près de Finale Emilia, 14 mai 1821 - Galeazza, 13 juillet 1893) est un prêtre italien, membre du Tiers-Ordre des Servites, fondateur des Servantes de Marie de Galeazza et reconnu bienheureux par l'Église catholique.

## Biographie
Il est né à Campodoso di Reno Finalese (dans l'actuelle province de Modène) le 14 mai 1821 au sein d'une famille riche et très nombreuse ce qui lui permet de bénéficier d'une très bonne éducation dans de célèbres collèges tels que ceux des barnabites de Bologne puis les jésuites de Ferrare. C'est en fréquentant l'école des jésuites qu'il ressent un fort attrait à la vie religieuse et décide de devenir missionnaire dans la Compagnie de Jésus pour prêcher l'Évangile en Extrême-Orient. En 1837, il prend  l'habit religieux et, le 15 octobre 1838, avec le consentement de ses parents, il entre au noviciat romain de la Compagnie de Jésus à Saint-André du Quirinal, mais doit retourner dans sa famille à cause d'ennuis de santé.
En 1839, il commence ses études en vue du sacerdoce, d'abord au séminaire de Finale Emilia puis de Modène et, par la suite, pour raisons de santé, à Ferrare, où il termine son cours de théologie, et où il est ordonné le 2 mars 1844. Il commence son activité pastorale en tant que collaborateur du curé de Reno Finalese de 1844 à 1851. Pendant ce laps de temps, il est nommé (1845) professeur de grammaire, et directeur spirituel au séminaire de Finale Emilia. Il prêche également plusieurs missions populaires, et obtient un diplôme en droit civil et ecclésiastique à l'université de Bologne. En 1851, le cardinal Carlo Oppizzoni l'envoie comme vicaire à Galeazza, une petite paroisse du diocèse de Bologne traversant une période de grave décadence morale et religieuse. Il réussit à changer la situation et devient curé de la paroisse le 25 avril 1852, poste qu'il conserve jusqu'à sa mort.
Dans cette paroisse, il crée jusqu'à 14 associations, œuvres de bienfaisance ou spirituelles, avec plus de 3000 membres inscrits venant aussi de paroisses voisines. Très dévot à la Vierge, spécialement de Notre-Dame des Douleurs, il devient membre du Tiers-Ordre des Servites en 1855, étend la dévotion de la Vierge des Douleurs à toute la paroisse, et établit deux institutions consacrées à Notre-Dame des Douleurs, une fraternité servite et un tiers-ordre des Servites de Marie. Parmi les membres de ce tiers-ordre, plusieurs jeunes filles deviennent les principales collaboratrices du prêtre, et se réunissent en 1852 pour vivre ensemble sous une règle inspirée de celle des Sœurs servites de Marie avec pour but l'enseignement du catéchisme et de la doctrine chrétienne, l'éducation des filles pauvres, le soin des malades et l'aide aux nécessiteux.  
Le père Ferdinand Marie meurt le 13 juillet 1893. Il est reconnu vénérable le 6 avril 1995 par Jean-Paul II et béatifié par le même pape le 3 octobre 1999. Son corps est conservé dans l'église de Galeazza.